# Florian Ondruschka
Florian Ondruschka (* 24. Juni 1987 in Selb) ist ein ehemaliger deutscher Eishockeyspieler, der über viele Jahre bei den Selber Wölfen und den Straubing Tigers aktiv war.

## Karriere

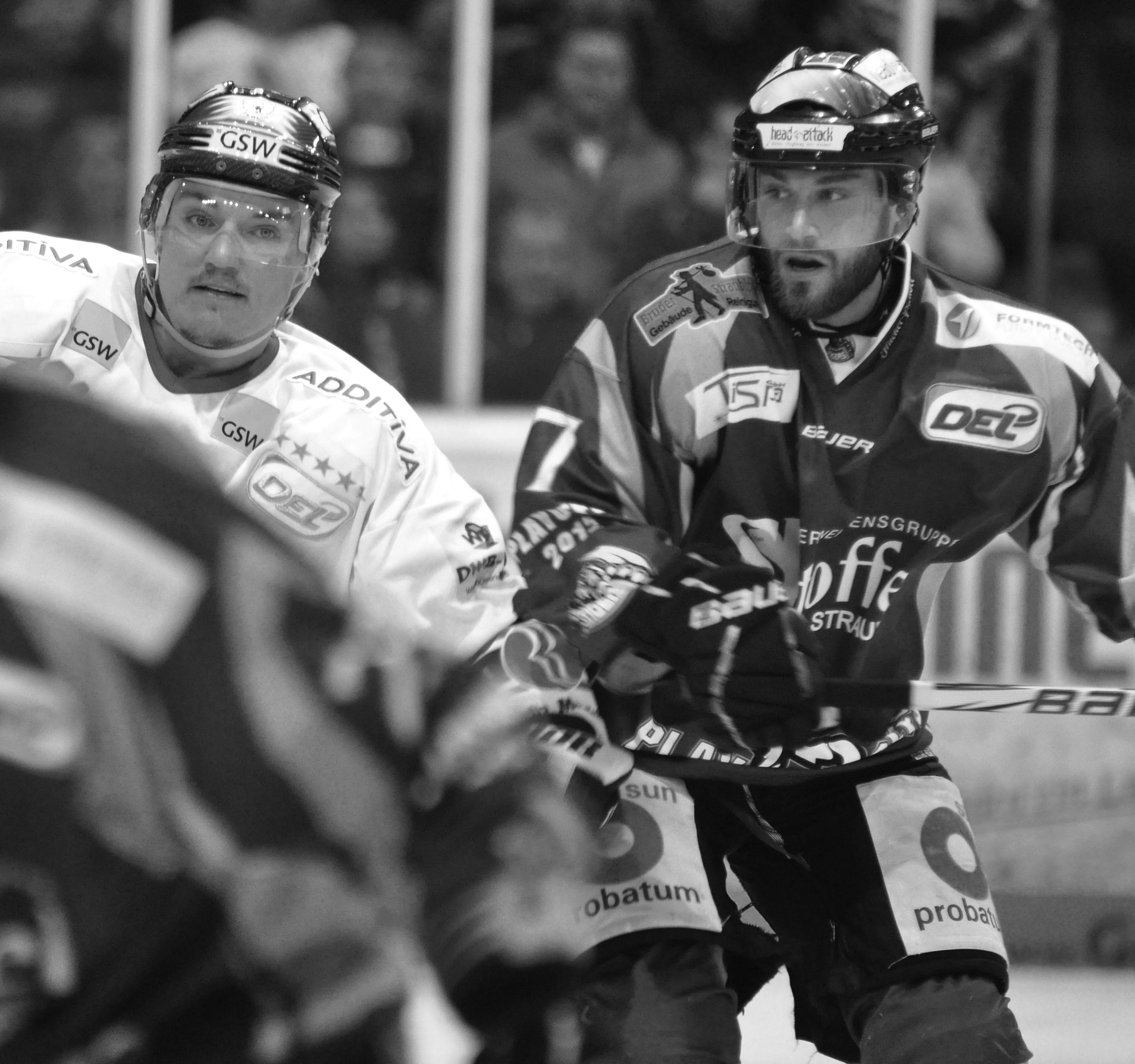
Ondruschka im Trikot der Straubing Tigers (2012).

Der 1,85 m große Verteidiger begann seine Karriere beim ERC Selb in der Oberliga, bevor er vor der Saison zum EV Weiden in die 2. Eishockey-Bundesliga wechselte. Seine ersten DEL-Einsätze für die Ice Tigers absolvierte der Linksschütze in der Saison 2005/06, hauptsächlich stand er allerdings für die Blue Devils Weiden in der Oberliga auf dem Eis. In der Saison 2006/07 gehörte Ondruschka zum Stammkader der Ice Tigers, die in den Play-offs die Vizemeisterschaft feierten.
Im Januar 2010 wurde Ondruschka von den Straubing Tigers aus der DEL für die Saison 2010/11 verpflichtet. Sein Vertrag wurde im Februar 2011 zunächst um ein Jahr bis 2012 verlängert, im Februar 2012 wurde der Vertrag um zwei weitere Jahre bis zum Ende der Saison 2013/14 verlängert. Nach insgesamt sechs Saisons bei den Niederbayern wurde die Zusammenarbeit beendet.
Am 25. Mai 2016 kehrte Ondruschka in seine Heimat zum VER Selb zurück und gehörte in der Folge zu den Leistungsträgern im Team. 2021 schaffte er mit den Wölfen den Aufstieg in die DEL2. Ein Jahr später beendete er seine Karriere nach dem Klassenerhalt mit den Wölfen.
Seit August 2022 ist Ondruschka Assistenztrainer von Thomas Schädler bei der deutschen Frauen-Nationalmannschaft.

### International
Für die deutschen Juniorennationalmannschaften bestritt Florian Ondruschka die U18-Weltmeisterschaften 2004 und 2005 sowie die U20-Weltmeisterschaft 2006 und 2007.
Außerdem wurde er kurzfristig zur WM 2012 in Schweden in den deutschen Kader berufen.

## Karrierestatistik
(Legende zur Spielerstatistik: Sp oder GP = absolvierte Spiele; T oder G = erzielte Tore; V oder A = erzielte Assists; Pkt oder Pts = erzielte Scorerpunkte; SM oder PIM = erhaltene Strafminuten; +/− = Plus/Minus-Bilanz; PP = erzielte Überzahltore; SH = erzielte Unterzahltore; GW = erzielte Siegtore; 1 Play-downs/Relegation; Kursiv: Statistik nicht vollständig)